# Condado de Goshen
O Condado de Goshen é um dos 23 condados do Estado americano do Wyoming. A sede do condado é Torrington, que é também a sua maior cidade. O condado tem uma área de 5781 km² (dos quais 18 km² estão cobertos por água), uma população de 12 538 habitantes, e uma densidade populacional de 2,18 hab/km² (segundo o censo nacional de 2000).
O condado foi fundado em 1911 e o seu nome provém da Terra de Gósen, uma terra bíblica paradisíaca citada no Livro do Génesis, cap. 47, onde se descreve a vida de José:

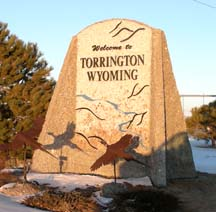
Sinal de boas-vindas a Torrington, condado de Goshen, Wyoming

Teus servos foram homens de gado desde a nossa infância até agora, tanto nós como os nossos pais; para que habiteis na Terra de Gósen, porque todo o pastor de ovelhas é abominação aos egípcios.— Génesis, 47:34